# Coquette
Coquette è un film del 1929, scritto, prodotto e diretto da Sam Taylor. Con il sistema Western Electric Movietone sound-on-film sound system, è il primo film parlato per Mary Pickford che vinse l'Oscar alla miglior attrice 1930. Venne parodiato nel 1934 in Ventesimo secolo di Howard Hawks.
Il soggetto si deve al lavoro teatrale di George Abbott e Ann Preston Bridgers che andò in scena a Broadway in prima l'8 novembre 1927 con protagonista Helen Hayes.

## Trama
Norma Besant è una ragazza piuttosto frivola e senza grandi slanci sentimentali che vive in famiglia in una città del sud, figlia del dottor Besant. Bella ed elegante, si diverte a flirtare con tutti i suoi numerosi ammiratori. Quando però si innamora di Michael Jeffrey, un rude e orgoglioso montanaro, decide di fidanzarsi con lui anche se il padre vorrebbe vederla accasata con Stanley, uno dei suoi corteggiatori. Anche se dottor Besant proibisce alla figlia di frequentare Michael, Norma, dopo aver dato la sua parola al padre, in segreto organizza un incontro con l'amato quando questi tornerà qualche mese dopo dalla montagna.
Sei mesi più tardi, dopo essere stata a un ballo al Country Club, incontra Michael: i due innamorati passano la notte insieme a parlare del loro futuro. Ma la cosa non passa inosservata e la città comincia a chiacchierare. Michael, furibondo, promette di andare subito a chiedere la mano di Norma e di sposarla. Ma la situazione sfugge di mano: accecato dall'ira, Besant, per difendere l'onore di Norma, spara a Michael che muore tra le braccia della ragazza.
L'avvocato consiglia a Norma di mentire per salvare il padre. Dapprima la ragazza si rifiuta poi, durante il processo, decide di collaborare e mente riguardo ai suoi rapporti con Michael. Ma viene colta in fallo durante la sua testimonianza. Il padre, allora, confessa il delitto: ha agito male ma ora è pronto a pagare. Davanti a tutta la corte, afferra la pistola con cui ha ucciso Michael e si spara. Alla fine del processo, Stanley aspetta Norma per accompagnarla a casa. Ma la ragazza, continuando a camminare, rifiuta, preferendo tornare a casa da sola.

## Produzione
Mary Pickford comperò i diritti della commedia di Abbott e Preston che, in quel momento, si stava rappresentando a Broadway, per produrre personalmente insieme a Sam Taylor il film attraverso la sua casa di produzione, la Pickford Corporation. Pickford tenne per sé il ruolo del titolo, mentre la regia fu affidata a Sam Taylor. Il film venne girato dal 26 dicembre 1928 a inizio febbraio 1929 a West Hollywood, a The Lot, 1041 N. Formosa Avenue con un budget stimato di 489.106 dollari.

## Distribuzione
Il copyright del film, richiesto dalla The Pickford Corp., fu registrato il 30 marzo 1929 con il numero LP560.
Distribuito dalla United Artists, il film venne presentato in prima il 30 marzo. Uscì poi nelle sale il 6 aprile 1929, incassando quell'anno nei soli Stati Uniti 1.400.000 dollari. In Argentina (6 giugno 1930) e Spagna, il film fu distribuito con il titolo Coqueta, in Brasile con quello di Coquete. In Finlandia, fu distribuito il 25 agosto 1930.
Copie del film sono conservate al Mary Pickford Institute for Film Education (35 mm copia negativa, 35 mm copia positiva). Il film fa parte del catalogo dei film distribuiti in VHS dalla MGM/UA Home Entertainment.

## Riconoscimenti
- Oscar alla miglior attrice 1930 a Mary Pickford